# Hugo Pos
Hugo Pos (Paramaribo, 28 de novembre de 1913 - Amsterdam, 11 de novembre de 2000) va ser un advocat, escriptor i poeta neerlandès nascut a Surinam.

## Trajectòria
Pos va néixer a Surinam. L'any 1925 va ser enviat a Holanda per assistir a l'escola, a Leiden. Posteriorment, a París, va estudiar dret. El 1940, just després de la seva graduació, els alemanys van envair els Països Baixos. Decideix llavors abandonar el país i es dirigeix a Scheveningen, on va partir en un bot cap a França. Es va embarcar a la costa neerlandesa amb dos compatriotes, i van desembarcar a Dunkerque. Allí va col·laborar en l'evacuació de les tropes britàniques després de la derrota franc-britànica i posteriorment va tornar als Països Baixos.
El 1940 es va adonar de la possibilitat d'utilitzar Delfzijl per abandonar els Països Baixos, tal com havia fet Chris Krediet anteriorment. Es va allistar com a cuiner en un vaixell anomenat Mascot i va viatjar a Finlàndia. Va continuar el seu viatge a Vladivostok, on va conèixer Chris Krediet, i junts van anar en un vaixell de càrrega japonès cap al Japó. La nau també transportava molts refugiats jueus a bord. Via San Francisco, va arribar a Stratford, al Canadà, on va realitzar un curtmetratge d'entrenament militar. L'octubre de 1941 va viatjar amb un buc de tropes a Wolverhampton, Anglaterra. Després de la guerra va viure a Anglaterra; va viatjar a Indonèsia, on lluitaria per la independència; i va tornar al Japó, per assistir al judici de criminals de guerra.
Posteriorment, Hugo Pos va treballar al Surinam i als Països Baixos de jutge.

### Escriptor i poeta
Va escriure poemes sota el pseudònim "Ernesto Albin" en la revista Soela (1963-1964) i una sèrie d'obres de teatre, incloent-hi l'autodirigida Viu la Vida (1957) i el joc de ràdio Black and White. Va publicar diverses col·leccions de quartets que posteriorment es van recollir en Een uitroep zonder uitroepteken ("una exclamació sense marca d'exclamació") (1987) i diverses altres col·leccions.
En la seva obra de 1982 De Tranen van Den Uyl (Les llàgrimes de Den Uyl), Pos escriu sobre els assassinats del desembre. Harold Riedewald i Eddy Hoost no eren només exestudiants de Pos durant el temps que estava ensenyant a l'Escola de Dret en Surinam, sinó també amics personals. Es tracta d'una reunió fictícia entre el reporter surinamès Jozef Slagveer i el seu homòleg holandès Han de Graaf, en la qual es debaten els esdeveniments després de la independència de Surinam. Pos no va escriure l'obra com un drama, sinó com un record. Encara que vivia en la diàspora, mentalment va romandre en la seva terra de naixement.
En la seva primera col·lecció d'històries Het doosje van Toeti ("La caixa de Toeti") (1985), mira cap endarrere en els seus anys d'infància a Paramaribo i el seu encreuament a Holanda. Les històries de la seva segona col·lecció, De ziekte van Anna Printemps ("La malaltia d'Anna Printemps") (1987) tenen lloc a tot el món. Aquest cosmopolitisme també es pot trobar en la col·lecció d'assajos i informes de viatge que van aparèixer en ocasió del seu 74è aniversari, Reizen en stilstaan ("Viatge i residència") (1988), en el qual també reflexiona sobre les implicacions morals dels judicis que va haver d'expressar com a representant de l'autoritat colonial sobre el poble colonitzat.